# 空 (芸能事務所)
株式会社 空（くう、ku Inc.）は、東京都渋谷区に所在する日本の芸能事務所。2018年設立。
ザッコが2018年11月30日をもって解散することに伴い、同社マネージャーの近藤麗が新規で設立した。

## 所属俳優
- 古舘寛治
- 安藤聖
- 黒田大輔
- 川島潤哉[1]
- 平原テツ
- 足立智充
- 金子岳憲
- 信太昌之
- 秋元龍太朗
- 山脇辰哉
- 川面千晶
- 梅舟惟永[2]
- 安藤輪子
- 西出結
- 安藤奎